# Johnson
För andra betydelser, se Johnson (olika betydelser).
Johnson är ett vanligt efternamn i stora delar av världen, framför allt i engelskspråkiga länder.
I Sverige förekommer efternamnet Johnson som en stavningsvariant till det vanliga namnet Jonsson och med samma uttal som detta. Andra stavningsvarianter till Jonsson är bl.a. Jonson, Johnsson och Jonzon. 
Personer med efternamnet Johnson med nordisk anknytning, i huvudsak svenskar och andra nordbor, men också svenskamerikaner, har därför förts upp i artikeln om efternamnet Jonsson i tillägg till att de är med här.

## Personer med efternamnet Johnson
För stavningsvarianter, se Jonsson.

### A
- Aaron Johnson (ishockeyspelare) (född 1983), kanadensisk ishockeyspelare
- Aaron Taylor-Johnson (född 1990), brittisk skådespelare
- Abigail Johnson (född 1961), amerikansk affärskvinna
- Ada Mae Johnson (född 1977), amerikansk skådespelare i pornografisk film
- Adam Johnson (fotbollsspelare) (född 1987), engelsk fotbollsspelare
- Adam Johnson (ishockeyspelare) (1994–2023), amerikansk ishockeyspelare
- Alan Johnson (född 1950), brittisk politiker
- Alexz Johnson (född 1986), kanadensisk skådespelare och sångare/låtskrivare
- Allen Johnson (född 1971), amerikansk friidrottare
- Alysia Johnson (född 1986), amerikansk friidrottare
- Amandus Johnson (1877–1974), svensk-amerikansk historiker
- Amy Johnson (1903–1941), brittisk flygpionjär
- Amy Jo Johnson (född 1970), amerikansk skådespelare
- Anders Johnson (född 1955), svensk skribent, tidningsman och politiker
- Anders Johnson (agronom) (1795–1854), svensk agronom
- Anders Jonsson (skytt) (1890–1952), svensk sportskytt
- Andreas Johnson (född 1970), svensk popsångare
- Andreas Johnson (ishockeyspelare) (född 1994), svensk ishockeyspelare
- Andrew Johnson (1808–1875) USA:s president 1865–1869.
- Andrew G. Johnson (1878–1965), svensk-amerikansk predikant
- Anna Johnson (född 1938), svensk musikolog
- Annie Johnson Flint (död 1932), amerikansk sångförfattare och kompositör
- Andy Johnson (född 1981), engelsk fotbollsspelare
- Anthony Johnson (1984–2022), amerikansk MMA-utövare
- Antonia Johnson, flera personer
  - Antonia Johnson (videopersonlighet) (född 1991), svensk programledare och Youtube.person
  - Antonia Ax:son Johnson (född 1943), svensk företagsledare
- Arne Johnson (1924–2006), svensk byggnadstekniker
- Ashley Johnson (född 1983), amerikansk skådespelare, sångerska och röstskådespelare
- August Johnson (1873–1900), svensk bildkonstnär
- August Wilhelm Johnson (aktiv omkring 1900). svenskamerikansk kraftkarl
- Axel Johnson (1844–1910), affärsman och skeppsredare
- Axel Ax:son Johnson (1876–1958), skeppsredare och industriman
- Axel Ax:son Johnson (bergsingenjör) (1910–1988), svensk bergsingenjör och företagsledare

### B
- Ben Johnson (född 1961), kanadensisk friidrottare
- Ben Johnson (skådespelare) (1918–1996), amerikansk skådespelare
- Bengt Johnson (1923–1966), svensk politiker
- Bengt Emil Johnson (1936–2010), svensk författare, radioman, tonsättare, m.m.
- Bertil Johnson, flera personer
  - Bertil Johnson (friidrottare) (1915–2010), svensk friidrottare
  - Bertil Johnson (konstnär) (född 1927), svensk skulptör
- Betsey Johnson (född 1942), amerikansk modedesigner
- Bill Johnson, flera personer
  - Bill Johnson (politiker) (född 1954), amerikansk politiker
  - Bill Johnson (predikant) (född 1951), amerikansk predikant och författare
  - Bill Johnson (skidåkare) (1960–2016), amerikansk alpin skidåkare
- Björn Johnson (född 1971), svensk statsvetare
- Blind Willie Johnson (1897–1945), amerikansk bluessångare och gitarrist
- Bo Johnson (född 1981), svensk låtskrivare, musikproducent och artist
- Bo Johnson (född 1928), svensk teolog och präst
- Bo Johnson (konstnär) (1907–?), svensk konstnär
- Bo Ax:son Johnson (1917–1997), svensk företagsledare
- Bo Johnson Theutenberg (född 1942), svensk jurist och diplomat
- Boris Johnson (född 1964), brittisk journalist och politiker
- Bradley Johnson (född 1987), engelsk fotbollsspelare
- Brent Johnson (född 1977), amerikansk ishockeyspelare
- Brian Johnson (friidrottare) (född 1980), amerikansk friidrottare
- Brian Johnson (född 1947), brittisk rocksångare
- Brian Johnson (friidrottare) (född 1980), amerikansk längdhoppare
- Bunk Johnson (1879–1949), amerikansk jazztrumpetare och kornettist
- Buster Johnson (1885–1960), amerikansk jazztrombonist
- Butch Johnson (1955–2024), amerikansk idrottare, bågskytt

### C
- Caleb Johnson (född 1991), amerikansk sångare
- Carl Johnson, fiktiv gestalt
- Carl Johnson (friidrottare) (1898–1932), amerikansk friidrottare
- Carolina Johnson (född 1996), svensk hinderlöpare
- Catherine Johnson (född 1957), brittisk manusförfattare
- Cave Johnson, fiktiv figur i ett datorspel
- Celia Johnson (1908–1982), brittisk skådespelare
- Chad Johnson (född 1978), amerikansk spelare av amerikansk fotboll
- Chad Johnson (ishockeymålvakt) (född 1986), kanadensisk ishockeyspelare
- Charles F. Johnson (1859–1930), amerikansk jurist och politiker
- Chelsea Johnson (född 1983), amerikansk friidrottare
- Ching Johnson (1898–1979), kanadensisk ishockeyspelare
- Chris Johnson (född 1958), amerikansk golfspelare
- Chris Johnson (boxare) (född 1971), kanadensisk boxare
- Christ Johnson, svensk-amerikansk instiftare av musikpris
- Cilla Johnson (1911–2002), svensk översättare
- Clarence Johnson (1910–1990), amerikansk flygplanskonstruktör
- Colin Thomas Johnson (född 1938), australiensisk författare, känd under pseudonymen Mudrooroo
- Cornelius Johnson (1913–1946), amerikansk friidrottare
- Courtney Johnson (född 1974), amerikansk vattenpolospelare
- Craig Johnson (född 1972), amerikansk ishockeyspelare
- Crockett Johnson (1906–1975), amerikansk serietecknare, författare och illustratör

### D
- Dakota Johnson (född 1989), amerikansk skådespelare och modell
- Dameon Johnson (född 1976), amerikansk friidrottare
- Damon Johnson (född 1964), amerikansk gitarrist, låtskrivare och sångare
- Daniel Johnson (född 1992), jamaicansk-engelsk fotbollsspelare
- Dave Johnson (född 1963), amerikansk friidrottare
- David Johnson, flera personer
  - David Johnson (friidrottare) (1902–1973), kanadensisk kortdistanslöpare
  - David Johnson (guvernör) (1782–1855), amerikansk politiker, demokrat, guvernör i South Carolina
- Demetrious Johnson (född 1986), amerikansk MMA-utövare
- Dennis Johnson (1954–2007), amerikansk basketspelare och baskettränare
- Derek Johnson (1933–2004), brittisk löpare
- Dick Johnson (född 1945), australisk racerförare
- Don Johnson (född 1949), amerikansk skådespelare
- Donald Johnson (född 1968), amerikansk tennisspelare
- Dulee Johnson (född 1984), liberiansk fotbollsspelare aktiv i Sverige
- Dustin Johnson (född 1984), amerikansk golfspelare
- Dwayne Johnson (född 1972), amerikansk skådespelare och wrestlare

### E
- Eastman Johnson (1824–1906), amerikansk målare
- Eddie Johnson (född 1984), amerikansk fotbollsspelare
- Eddie Bernice Johnson (född 1935), amerikansk politiker
- Edward Killingworth Johnson (1825–1896), engelsk akvarellmålare
- Edwin Johnson, flera personer
  - Edwin Johnsson (1928–2009), medverkande i TV-program
  - Edwin C. Johnson (1884–1970), amerikansk politiker
  - Edwin S. Johnson (1857–1933), amerikansk politiker
- Einar Johnson, flera personer
  - Einar Johnson (ämbetsman) (1884–1941), svensk ämbetsman
  - Einar Johnson (konstnär) (1915–2008), svensk konstpedagog och konstnär
- Eldridge R. Johnson (1867–1945), amerikansk uppfinnare och företagare
- Eliza McCardle Johnson (1810–1876), gift med amerikanske presidenten Andrew Johnson
- Ellen Johnson Sirleaf (född 1938), president i Liberia
- Emil Johnson (1864–1953), svenskamerikansk ingenjör
- Eric Johnson, flera personer
  - Eric Johnson (journalist) (1838–1919), svensk-amerikansk tidningsman
  - Eric Johnson (musiker) (född 1954), amerikansk gitarrist
- Ericka Johnson (född 1973), amerikansk-svensk samhällsvetare
- Erik Johnson (född 1988), amerikansk ishockeyspelare
- Erik Gustaf Johnson (1852–1914), svensk läkare
- Ernest Johnson (1912–1997), brittisk tävlingscyklist
- Ernest Leonard Johnson (död 1977), sydafrikansk astronom
- Ethel Johnson (1908–1964), brittisk kortdistanslöpare
- Eyvind Johnson (1900–1976), svensk författare

### F
- Fabian Johnson (född 1987), tysk-amerikansk fotbollsspelare
- Folke Johnson (seglare) (1887–1962), svensk seglare och bankkassör
- Franklin Standard Johnson (född 1949), amerikansk basketspelare

### G
- Gary E. Johnson (född 1953), amerikansk politiker
- George Clayton Johnson (född 1929), amerikansk manusförfattare
- Giacinta "Jinx" Johnson, fiktiv figur i Jams Bond-film
- Gisle Johnson (1822–1894), norsk teolog
- Glen Johnson (olika betydelser), flera personer
  - Glen Johnson (född 1984), engelsk fotbollsspelare
  - Glen D. Johnson (1911–1983), amerikansk politiker, demokrat, kongressrepresentant för Oklahoma
- Graham Johnson (född 1950), rhodesisk klassisk pianist
- Greg Johnson (1971–2019), kanadensisk ishockeyspelare
- Gregory C. Johnson (född 1954), amerikansk astronaut
- Gregory H. Johnson (född 1962), amerikansk astronaut
- Gudrun Johnson Rosin (aktiv 1950- och 1960-talen) svensk tennisspelare
- Gunnar Johnson (1924–2004), svensk jazzmusiker
- Gunnar Johnsson (friidrottare) (1889–1926), svensk släggkastare

### H
- Hale Johnson (1847–1902), amerikansk advokat och politiker
- Hank Johnson (född 1957), amerikansk politiker
- Harriet Finlay-Johnson (1871–1956), brittisk pedagog
- Harry Gordon Johnson (1923–1977), kanadensisk ekonom
- Harry John Johnson (1826–1884), engelsk landskapsmålare
- Helge Axelsson Johnson (1878–1941), svensk industriman och konstmecenat
- Henry Johnson (historiker) (född 1867), svenskamerikansk historiker
- Henry Johnson (politiker) (1783–1864), amerikansk politiker
- Herschel Vespasian Johnson (1812–1880), amerikansk jurist och politiker
- Hewlett Johnson (1874–1966), brittisk präst, "Den röde domprosten"
- Hilary Johnson (1837–1901), president i Liberia
- Hiram Johnson (1866–1945), amerikansk politiker
- Holly Johnson (född 1960), brittisk sångare
- Hugo Johnson (1908–1983), svensk seglare

### I
- Isaac Johnson (1803–1853), amerikansk politiker

### J
- J.J. Johnson (1924–2001), amerikansk jazztrombonist, kompositör och arrangör
- J. Neely Johnson (1825–1872), amerikansk politiker
- Jack Johnson, flera personer
  - Jack Johnson (ishockeyspelare) (född 1987), amerikansk ishockeyspelare
  - Jack Johnson (musiker) (född 1975), amerikansk gitarrist och sångare
  - Jack Johnson (tungviktsboxare) (1878–1946), amerikansk boxare
- Jacob Johnson (född 1948), svensk politiker, vänsterpartist
- Jacob Johnson (politiker) (1847–1925), dansk-amerikansk politiker, republikan, kongressrepresentant för Utah
- Jade Johnson (född 1980), brittisk friidrottare
- JaJuan Johnson (född 1989), amerikansk basketspelare
- Jake Johnson (född 1978)m amerikansk skådespelare, komiker och regissör
- James H. Johnson (1875–1921), brittisk konståkare
- James P. Johnson (1894–1955), amerikansk jazzpianist, kompositör och orkesterledare
- James Weldon Johnson (1871–1938), amerikansk författare, diplomat och medborgarrättsaktivist
- Jan Johnson (friidrottare) (1950–2025), amerikansk stavhoppare
- Jan Johnson (travtränare) (född 1951), svensk travtränare och travkusk
- Jay Kenneth Johnson (född 1977), amerikansk sångare och skådespelare
- Jay L. Johnson (född 1946), amerikansk amiral
- Jemal Johnson (född 1985), amerikansk fotbollsspelare
- Jenna Johnson (född 1994), amerikansk dansare och koreograf
- Jill Johnson (född 1973), svensk countrysångerska
- Jimmie Johnson (född 1975), amerikansk racerförare
- Joe Johnson, flera personer
  - Joe Johnson (basketspelare) (född 1981), amerikansk basketspelare
  - Joe Johnson (snookerspelare) (född 1952), engelsk snookerspelare
- Johan Johnson, flera personer
  - Johan Johnsson i Norrahammar (1877–1949), svensk gjutare och politiker
  - Johan Johnson (förläggare) (1950–2019), finländsk förläggare
- Johannes Johnson (1864–1916), norsk präst och missionär
- Johannes Johnson (affärsman) (1872–1946), svensk affärsman
- John Johnson (1741–1830), amerikansk lojalist, brittisk officer
- John Johnson (konstnär) (1915–1968), svensk konstnär, målare och reklamtecknare
- John Albert Johnson (1861–1909), amerikansk politiker
- John Henry Johnson (1929–2011), amerikansk spelare av amerikansk fotboll
- John Johnson Daniels (1862–1957), svensk-amerikansk pastor och sångtextförfattare
- Johnnie Johnson (1915–2001), engelsk civilingenjör och krigsflygare
- Jonas Johnson (född 1970), svensk ishockeyspelare
- Jonathan Johnson (född 1993), svensk ishockeyspelare
- Joseph Johnson, flera personer
  - Joseph Johnson (guvernör) (1785–1877), amerikansk politiker
  - Joseph B. Johnson (1893–1986), svensk-amerikansk politiker
- Joshua J. Johnson (född 1976), amerikansk friidrottare
- Joyce Johnson (född 1935), amerikansk författare
- Julie Johnson (född 1966), amerikansk politiker
- Junior Johnson (född 1931), amerikansk racerförare
- Justin Johnson (född 1981), amerikansk ishockeyspelare

### K
- Kajan Johnson (född 1984), kanadensisk MMA-utövare
- Kaleb Johnson (1888–1965), svensk-amerikansk frälsningsofficer, sångförfattare och komponist
- Karin Johnson (född 1967), svensk konstnär
- Karl Gerhard Johnson (1891–1964), även Karl Gerhard, svensk revyartist, författare, m.m.
- Karl-Gösta Johnson (född 1925), svensk friidrottare
- Katarina Johnson-Thompson (född 1993), brittisk friidrottare
- Kate Johnson (född 1978), amerikansk roddare
- Katherine Johnson (1918–2020), amerikansk matematiker
- Kathryn Johnson (född 1967), brittisk landhockeyspelare
- Kathy Johnson (född 1959), amerikansk gymnast
- Katrina Johnson (född 1982), amerikansk skådespelare
- Katrina McClain Johnson (född 1965), amerikansk basketspelare
- Kay Johnson (1904–1975), amerikansk skådespelare
- Keen Johnson (1896–1970), amerikansk politiker
- Kelly Johnson (1958–2007), engelsk gitarrist och sångerska
- Kenneth Johnson (född 1942), amerikansk regissör
- Kevin Johnson (född 1966)), amerikansk basketspelare och politiker, demokrat
- Kij Johnson (född 1960), amerikansk författare

### L
- Lady Bird Johnson (1912–2007), gift med amerikanske presidenten Lyndon B. Johnson
- Larry Johnson (född 1969), amerikansk basketspelare
- Lasse Johnson (1899–1992), svensk konstnär
- Lawrence Johnson (född 1974), amerikansk friidrottare
- Lawrence Alexander Sidney Johnson (1925–1997)), australisk botanist
- Léon Johnson (1876–1943), fransk sportskytt
- Leroy S. Johnson (1888–1986), amerikansk kyrkoledare, polygamist
- Linton Kwesi Johnson (född 1952), brittisk poet och reggaeartist
- Lionel Johnson (1867–1902), brittisk poet
- Lonnie Johnson (1899–1970), amerikansk blues- och jazzsångare
- Louis A. Johnson (1891–1966), amerikansk advokat och politiker
- Louisa Catherine Johnson (1775–1852), amerikansk presidentfru
- Ludvig Johnson (1901–1996), svensk konstnär och tecknare
- Luke Johnson (född 1994), amerikansk ishockeyspelare
- Lyndon B. Johnson (1908–1973) USA:s president 1963–1969
- Lynn Johnson (född 1994), svensk trestegshoppare
- Lynn-Holly Johnson (född 1958), amerikansk konståkare

### M
- Magic Johnson (född 1959), amerikansk basketspelare
- Magnus Johnson (1871–1936), svensk-amerikansk politiker
- Maj Johnson (1914–1964), svensk barnskådespelare
- Malte Johnson (1910–2003), svensk orkesterledare och jazzmusiker
- Manuel Johnson (född 1986), amerikansk spelare av amerikansk fotboll
- Manuel John Johnson (1805–1859), engelsk astronom
- Marc Johnson (född 1953), amerikansk jazzpianist, kompositör och storbandledare
- Maria Johnson (född 1965), svensk skådespelare
- Mark Johnson (född 1953), amerikansk jazzbasist, kompositör och storbandsledare
- Mark Johnson (ishockeyspelare) (född 1957), amerikansk ishockeyspelare
- Marsha P. Johnson (1945–1992), amerikansk trans- och aidsaktivist
- Martin Johnson, flera personer
  - Martin Johnson (författare) (1884–1937), amerikansk författare
  - Martin Johnson (journalist) (född 1984), svensk författare, radioproducent m.m.
  - Martin Johnson (rugbyspelare) (född 1970), engelsk rugbyspelare
  - Martin Johnson (psykolog) (född 1930), amerikansk psykolog
  - Martin N. Johnson (1850–1909), amerikansk politiker
- Marv Johnson (1938–1993), amerikansk sångare
- Marvin Johnson (född 1954), amerikansk boxare
- Mary Johnson (1896–1975), svensk skådespelare
- Matt Johnson (född 1978), amerikansk skulptör
- Matt Johnson (ishockeyspelare) (född 1975), kanadensisk ishockeyspelare
- Maureen Johnson (född 1973), amerikansk ungdomsboksförfattare
- Michael Johnson, flera personer
  - Michael Johnson (friidrottare) (född 1967), amerikansk friidrottare
  - Michael Johnson (fotbollsspelare) (född 1988), brittisk fotbollsspelare
  - Michael Johnson (kampsportare) (född 1986), amerikansk MMA-utövare
  - Michael Jeff Johnson (född 1972), svensk musiker och komponist
- Mike Johnson (ishockeyspelare) (född 1974), kanadensisk ishockeyspelare
- Mollie Johnson (död efter 1883), amerikansk bordellägare
- Molly Johnson (född 1931), svensk författare
- Moose Johnson (1886–1963), kanadensisk ishockeyspelare

### N
- Nathan Johnson (1897–1975), svensk folkskollärare, författare och kulturarbetare
- Nick Johnson (född 1985), amerikansk ishockeyspelare
- Nick Johnson (ishockeyspelare född 1986), amerikansk ishockeyspelare
- Nunnally Johnson (1897–1977), amerikansk manusförfattare, producent och filmregissör

### O
- Olive M. Johnson (1872–1952), svenskamerikansk socialistisk aktivist

### P
- Pamela Hansford Johnson (1912–1981), brittisk författare och kritiker
- Patrick Johnson (född 1972), australisk friidrottare
- Paul Johnson (1928–2023), brittisk katolsk författare och historiker
- Paul B. Johnson (1880–1943), amerikansk politiker, demokrat, guvernör i Mississippi
- Paul B. Johnson Jr. (1916–1985), amerikansk politiker, demokrat, guvernör i Mississippi
- Pauline Johnson (1861–1913), kanadensisk författare
- Per-Olof Johnson (1928–2000), svensk gitarrist, gitarrpedagog och professor
- Philip Johnson (1906–2005), amerikansk arkitekt
- Philip Gustav Johnson (1899–1944), svenskättad amerikansk ingenjör och företagsledare
- Phyllis Johnson (1886–1967), brittisk konståkare
- Pike Johnson (1896–1985), amerikansk utövare av amerikansk fotboll

### R
- Rafer Johnson (1934–2020), amerikansk tiokampare
- Ralph Johnson (född 1955), amerikansk författare
- Randy Johnson (född 1963), amerikansk basebollspelare
- Ray Johnson (1927–1995), amerikansk popkonstnär
- Ray William Johnson (född 1981), amerikansk komiker
- Rebecca Johnson (född 1988), svensk fotbollsspelare
- Reverdy Johnson (1796–1876), amerikansk jurist och politiker
- Rian Johnson (född 1973), amerikansk regissör och manusförfattare
- Richard Johnson, flera personer
  - Richard Johnson (skådespelare) (född 1927), brittisk skådespelare
  - Richard Mentor Johnson (1780–1850), amerikansk politiker, vicepresident
  - Richard S. Johnson (född 1976), svensk golfspelare
- Rita Johnson (1913–1965), amerikansk skådespelare
- Robert Johnson, flera personer
  - Robert Johnson (amerikansk musiker) (1911–1938), amerikansk bluesmusiker
  - Robert Johnson (psalmförfattare) (verksam på 1880-talet), brittisk frälsningsofficer
  - Robert Johnson (skådespelare) (1882–1947), svensk skådespelare
  - Robert Johnson (svensk musiker) (född 1964), kompositör och gitarrist
  - Robert Ward Johnson (1814–1879), amerikansk politiker
- Ron Johnson (född 1955), amerikansk företagare och politiker
- Russell Johnson (född 1924), amerikansk skådespelare
- Ryan Johnson, flera personer
  - Ryan Johnson (ishockeyspelare född 1976), kanadensisk ishockeyspelare
  - Ryan Johnson (ishockeyspelare född 2001), amerikansk ishockeyspelare

### S
- Sam Johnson (född 1930), amerikansk politiker
- Sam Johnson (fotbollsspelare) (född 1993), liberiansk fotbollsspelare
- Sam Taylor-Johnson (född 1967), brittisk filmregissör, fotograf och konstnär
- Samuel Johnson (olika betydelser), flera personer
  - Samuel Johnson (1709–1784), brittisk författare, lexikograf och språkvetare
  - Samuel Johnson (politiker) (1820–1902), svensk hemmansägare och politiker
  - Samuel Johnson (präst) (1822–1882), amerikansk präst och religionshistoriker
- Scott Johnson (född 1961), amerikansk gymnast
- Sean Johnson (född 1989), amerikansk fotbollsmålvakt
- Seved Johnson (1919–2007), svensk arkivarie
- Shannon Johnson (född 1974), amerikansk basketspelare
- Shawn Johnson (född 1992), amerikansk artistisk gymnast
- Sheryl Johnson (född 1957), amerikansk landhockeyspelare
- Simon Johnson (född 1963), brittisk-amerikansk ekonom
- Sonja Johnson (född 1967), australisk ryttare
- Sonny Johnson (född 1938), svensk skådespelare
- Stanley Johnson, flera personer
  - Stanley Johnson (basketspelare) (född 1996), amerikansk basketspelare
  - Stanley Johnson (politiker) (1869–1937), brittisk politiker
- Steele Johnson (född 1996), amerikansk simhoppare
- Sten K. Johnson (1945–2013), svensk entreprenör och industriman
- Stephen Johnson Field (1816–1899), amerikansk jurist
- Steve Johnson (född 1989), amerikansk tennisspelare
- Steven Johnson, flera personer
  - Steven Johnson (författare) (född 1968), amerikansk populärvetenskaplig författare och programledare
  - Steven Johnson (racerförare) (född 1974), australisk racerförare
- Sven Johnson (1899–1986), svensk gymnast
- Sven Johnzon (1901–1976), svensk målare
- Syl Johnson (född 1936), amerikansk soul- och bluessångare och musikproducent

### T
- Tebbs Lloyd Johnson (1900–1984), brittisk friidrottare
- Thomas Johnson, flera personer
  - Thomas Johnson (guvernör) (1732–1819), amerikansk jurist och politiker
- Tim Johnson (född 1946), amerikansk politiker
- Tim Johnson (regissör) (född 1961), amerikansk regissör
- Timothy Johnson (född 1985), amerikansk MMA-utövare
- Timothy V. Johnson (född 1946), amerikansk politiker
- Tom Johnson (1928–2007), kanadensisk ishockeyspelare och tränare
- Tommy Jonsson (olika betydelser), flera personer
  - Tommy Johnson (1931–2005), svensk skådespelare
  - Tommy Johnson (musiker) (1896–1956), amerikansk bluesmusiker
- Tor Johnson (1902–1971), svensk-amerikansk fribrottare och skådespelare
- Tore Johnson (1928–1980), svensk fotograf
- Torsten Johnson(1903–1983), svensk kemiingenjör
- Tyler Johnson (född 1990), amerikansk ishockeyspelare

### U
- Ulricha Johnson (född 1970), svensk skådespelare och sångerska
- Uwe Johnson (1934–1984), tysk författare

### V
- Van Johnson (1916–2008), amerikansk skådespelare
- Victor Johnson (1883–1951), brittisk tävlingscyklist
- Virginia E. Johnson (1925–2013), amerikansk författare
- Viveca Ax:son Johnson (född 1963), svensk styrelseordförande inom Johnson-sfären

### W
- Waldo P. Johnson (1817–1885), amerikansk politiker
- Wallace F. Johnson (1889–1971), amerikansk tennisspelare
- Walter Walford Johnson (1904–1987), amerikansk politiker
- Wilko Johnson (1947–2022), engelsk sångare, gitarrist och låtskrivare
- Will Johnson (född 1971), amerikansk musiker
- William Johnson (1715–1774), irländsk entreprenör, indianagent och militär
- William E. Johnson (1862–1945), amerikansk nykterist
- William Samuel Johnson (1727–1819), amerikansk jurist och politiker
- William Johnson Sollas (1849–1936), brittisk geolog och paleontolog

### Y
- Yormie Johnson (född 1952), liberiansk politiker och krigsherre
- Yudel Johnson (född 1981), kubansk boxare

### Z
- Zach Johnson (född 1976), amerikansk golfspelare

### Å
- Åke Johnson (1923–2024), svensk militär